# Александар Атанасијевић
Александар Атанасијевић (Београд, 4. септембар 1991) српски је одбојкаш. Игра на позицији коректора.
Каријеру је започео у ОК Партизан, 2011. године прелази у екипу ОК Скра Белхатов из Пољске, а 2013. у ОК Перуђа из Италије. Године 2021. вратио се у пољски клуб Белхатов.
Септембра 2011. године осваја своју прву велику медаљу на Европском првенству за одбојкаше у Аустрији и Чешкој.

  Са репрезентацијом је освојио златну медаљу у Паризу на Европском првенству 2019. године победом у финалу против Словеније са 3:1.

## Успеси

### Клупски
- Партизан
  - Првенство Србије (1) : 2010/11.
- Скра Белхатов
  - Куп Пољске (1) : 2011/12.
  - Суперкуп Пољске (1) : 2012.
  - Првенство Пољске : вицешампион 2011/12.
  - Лига шампиона : вицешампион 2011/12.
- Перуђа
  - Лига шампиона : вицешампион 2016/17.
  - Куп Италије (2): 2017/18, 2018/19.
    - вицешампион 2013/14, 2019/2020, 2020/2021.

  - Првенство Италије (1): 2017/18. 
    - вицешампион 2015/16, 2018/19, 2020/21.

  - Суперкуп Италије (3) : 2017, 2019, 2020.
- ОК Шангај
  - Првенство Кине (1) : 2023/24.
- OK Олимпијакос
  - Куп Грчке (1) : 2024/25.
  - Суперкуп Грчке (1) : 2024/25.
  - Куп Грчке (1): 2024/25.

### Репрезентативни
- Србија
  - Европско првенство : злато 2011, 2019.
  - Европско првенство : бронза 2013, 2017.

## Приватни живот
Једина његова позната љубавна веза која је у јавности била примећена је била веза са певачицом Саром Јовановић са којом је био годину дана.